# Dan Boyle (Politiker)

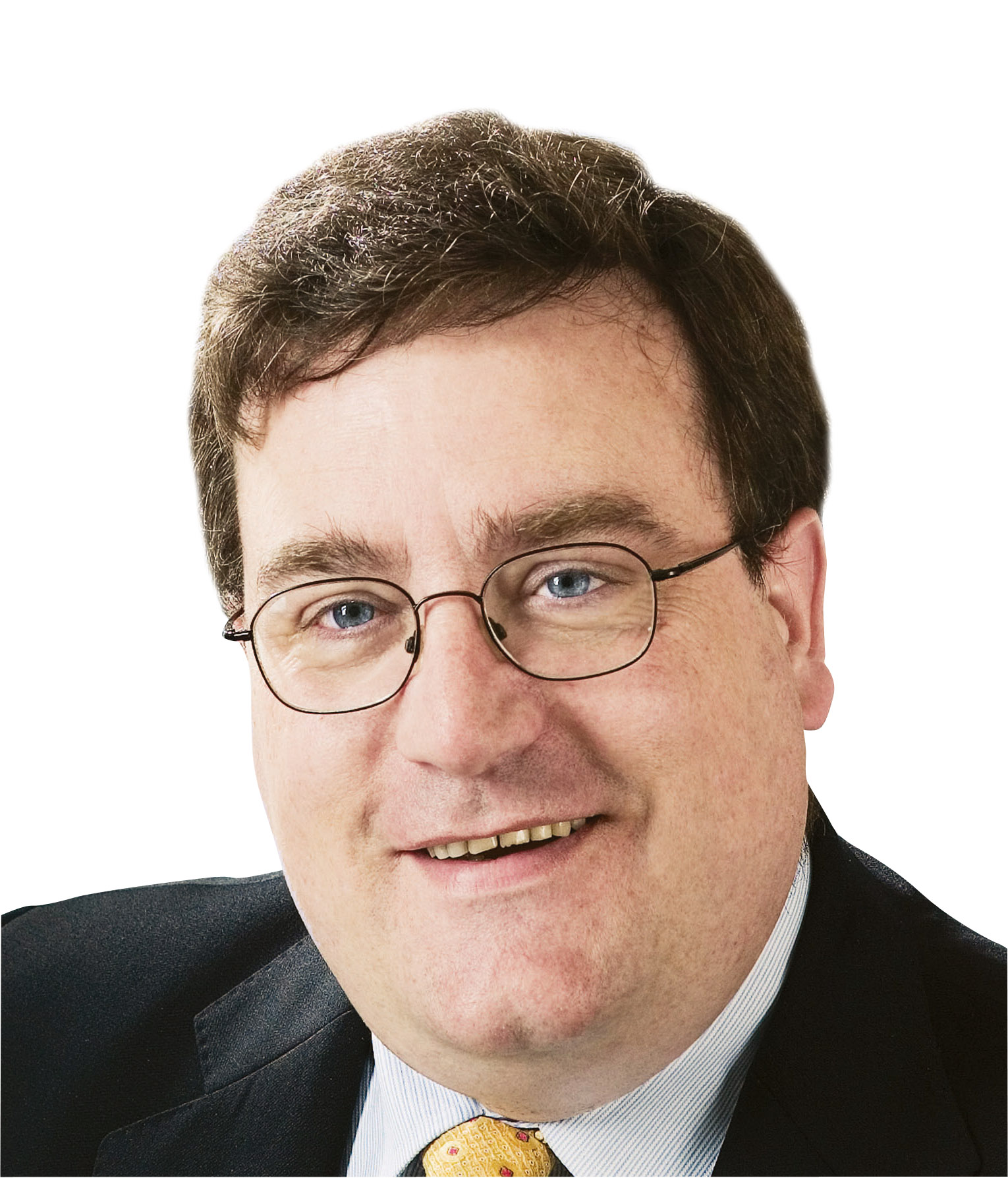
Dan Boyle (2006)

Dan Boyle (irisch Dónal Ó Baoill, * 14. August 1962) in Chicago, ist ein irischer Politiker der Green Party. Er war sowohl Mitglied im Dáil Éireann, dem irischen Unterhaus als auch Senator im Seanad Éireann. Von Juni 2024 bis Juni 2025 war er Lord Mayor of Cork.

## Leben
Dan Boyle wurde am 14. August 1962 als Sohn irischer Einwanderer in Chicago, Bundesstaat Illinois in den Vereinigten Staaten geboren. Im Alter von acht Jahren zog er nach Cork, der Heimatstadt seiner Mutter und besuchte dort die Schule und später das University College Cork. Boyle hat eine Tochter.

## Politisches Wirken
1991 wurde Boyle als erster Politiker seiner Partei in den Stadtrat von Cork (Cork City Council) gewählt. 2002 legte er dieses Amt nieder, da er im selben Jahr in den Dáil Éireann gewählt wurde. Seinen dortigen Sitz konnte er jedoch bei den Wahlen 2007 nicht verteidigen. Während seiner Mandatsausübung im irischen Unterhaus war Boyle Whip seiner Partei, dies entspricht einem Parlamentarischen Geschäftsführer. Im Zuge der Regierungsbeteiligung seiner Partei wurde Boyle 2007 von Taoiseach Brian Cowen zum Senator im Seanad Éireann ernannt und ist somit neben Niall Ó Brolcháin und Mark Deary einer der drei grünen Senatoren. Er hatte das Amt bis 2011 inne. 2019 wurde er wieder in den Stadtrat von Cork gewähl.
Vom 1. Juli 2024 bis 30. Juni 2025 war er Lord Mayor von Cork, einem jährlich vom Stadtrat (City Council) gewählten Amt. Als solcher ist er Vorsitzender des City Council und Vertritt die Stadt protokollarisch.

## Veröffentlichungen
Bücher
- A Journey to Change: 25 Years of the Green Party in Irish Politics. Nonsuch Publishing, 2006, ISBN 1-84588-559-7 (englisch).
- Without Power Or Glory: The Greens in Government: The Green Party in Government in Ireland 2007-2011. New Island Books, 2012, ISBN 978-1-84840-131-0 (englisch).
- Making up the Numbers: Smaller Parties and Independents in Irish Politics. THP Ireland, 2017, ISBN 978-1-84588-954-8 (englisch).

Studioalbum
- Third Adolescence, 2011